# Ulrich Trottenberg

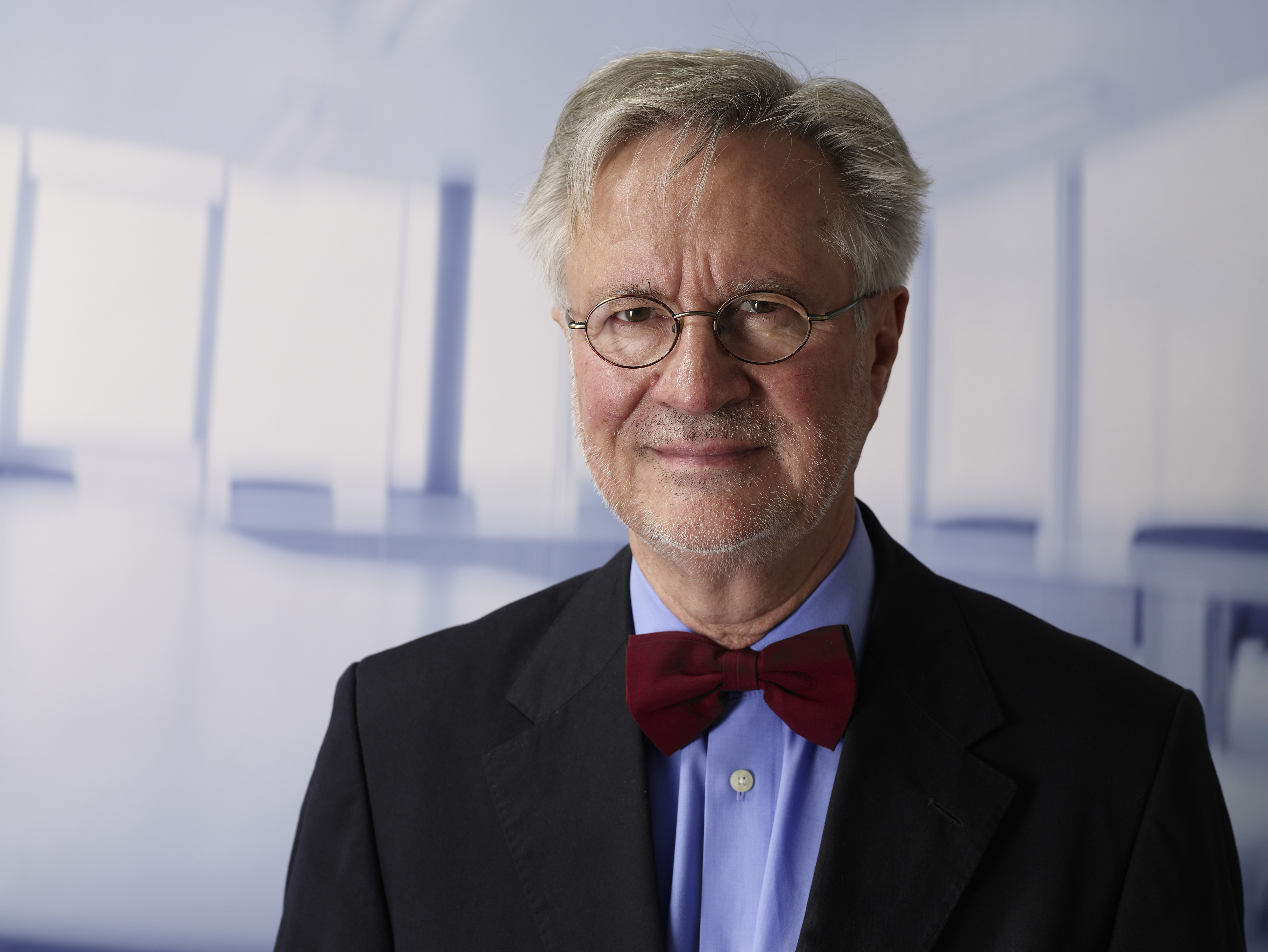
Ulrich Trottenberg (2009)

Ulrich Rudolf Trottenberg (* 19. Januar 1945 in Düsseldorf) ist ein deutscher Mathematiker und Professor für Angewandte Mathematik.

## Aktuelle Funktionen
Ulrich Trottenberg ist seit 2012 geschäftsführender Gesellschafter der InterScience GmbH und seit 2019 auch Geschäftsführer der InterScience-Akademie für Algorithmik GmbH.
Bis zum Frühjahr 2012 war er Inhaber des Lehrstuhls für Angewandte Mathematik und Wissenschaftliches Rechnen der Universität zu Köln, sowie Leiter des Fraunhofer-Instituts für Algorithmen und Wissenschaftliches Rechnen (SCAI). Seit der Gründung der scapos AG im Jahre 2009 ist er deren Aufsichtsratsvorsitzender.
Aktuell widmet er sich besonders den numerischen Aspekten der datenintensiven Algorithmen, dem Zusammenspiel von Mathematik und Informatik und der Rolle der Algorithmik in der mathematisch-informatischen Didaktik.
Seine Forschungsgebiete sind numerische Simulation, mathematische Modellierung, Numerik partieller Differentialgleichungen und großer linearer Gleichungssysteme, Mehrgitterverfahren, parallele Algorithmen und Rechnerarchitekturen, multidisziplinäre Simulation, sowie allgemein mathematische Prinzipien schneller Algorithmen.

## Biografie
Ulrich Trottenberg, Sohn von Elfriede Trottenberg, geborene Keidel, und des Kaufmanns Heinrich Trottenberg, absolvierte 1964 sein Abitur am Görres-Gymnasium (Düsseldorf) und studierte als Stipendiat der Studienstiftung des deutschen Volkes von 1964 bis 1969 an der Universität Köln Mathematik und Physik, daneben auch Philosophie und Betriebswirtschaftslehre. Sein Studium schloss er 1969 als Diplom-Mathematiker ab. Im selben Jahr wurde er in Köln Assistent bei Schröder. Im Jahr 1970 heiratete er Waltraud Lüttringhaus, mit der er zwei Kinder (Kristian und Filipp) hat. 1972 promovierte er über nichtnegative Greensche Funktionen. Er habilitierte sich 1976 mit Beiträgen zur schnellen Lösung partieller Differentialgleichung an der Universität zu Köln und erhielt dort eine Privatdozentur für Angewandte Mathematik. Im Alter von 31 Jahren wurde er dorthin auf eine Professur für Angewandte Mathematik an die Universität Bonn berufen.
1981 übernahm er den Lehrstuhl für Ingenieurmathematik an der Universität Essen, und im Jahre 1984 nahm er den Ruf als Professor für Angewandte Mathematik an der Universität zu Köln an und zog nach Sankt Augustin. Seit 1983 Institutsleiter in der GMD (Forschungszentrum Informationstechnik), initiierte er im Jahre 1984 das nationale Parallelrechner-Projekt SUPRENUM und hatte von 1986 bis 1992 den Vorsitz der Geschäftsführung der SUPRENUM GmbH / Pallas GmbH inne. Der SUPRENUM-Prototyp war im Jahre 1990 eine Zeit lang der schnellste MIMD-Parallelrechner der Welt. Von 1992 bis 2012 leitete er das Institut für Algorithmen und Wissenschaftliches Rechnen (SCAI), das seit 2001 zur Fraunhofer-Gesellschaft gehört. Er initiierte in dieser Zeit große europäische und nationale Softwareprojekte (GENESIS, EUROPORT, AUTOBENCH, SIMDAT u. a.). In den Jahren 1995 und 1996 war er außerdem Gastprofessor am Courant-Institute for Mathematical Sciences an der New York University. Von 2001 bis 2006 war er stellvertretender Vorsitzender des Direktoriums des Fraunhofer-Institutverbundes Informations- und Kommunikationstechnik (IuK-Verbund). Von 2006 bis 2009 übernahm Trottenberg das Amt des Vorsitzenden des Institutsleiterrates am Fraunhofer-Institutsszentrum Schloss Birlinghoven.
Von 2000 bis 2010 leitete er nebenamtlich das Institut Simulations- und Softwaretechnik des Deutschen Zentrums für Luft- und Raumfahrt (DLR).

## Gremien und Auszeichnungen
Nach seiner Zeit als Geschäftsführer der SUPRENUM / Pallas GmbH war Ulrich Trottenberg von 1992 bis 2002 Vorsitzender des wissenschaftlich-technischen Beirats der Pallas GmbH. Von 1993 bis 2003 war er Vorsitzender des Beirats des C.F.Gauss-Minerva-Center for Scientific Computation am Weizmann-Institut in Israel. Seit 1987 ist er Mitglied im Vorstand des Kuratoriums der Wissenschaftspressekonferenz e.V. („Die Wissenschaftsjournalisten“, WPK).
Von 2001 bis 2006 war er Mitglied des Nationalen Koordinierungsausschusses zur Beschaffung und Nutzung von Höchstleistungsrechnern sowie von 2002 bis 2008 Mitglied im Beirat des Potsdam-Instituts für Klimafolgenforschung. Von 2004 bis 2009 gehörte er dem Steering Board der Europäischen Technologieplattform NESSI an (Software and Services Initiative). Von 2005 bis 2010 war er Mitglied des wissenschaftlichen Beirats der T-Systems SfR GmbH. Im Jahre 2007 wurde er vom Bundesministerium für Bildung und Forschung in den Koordinierungskreis für das „Jahr der Mathematik 2008“ berufen. Von 2009 bis 2018 war er Präsident des Vereins der Freunde und Förderer des Forschungszentrums Jülich.
Trottenberg war bis 2019 regelmäßig als mathematischer Fachgutachter und Berater für das BMBF und die EU tätig.
1987 erhielt Ulrich Trottenberg den Humboldt-Forschungspreis für die wissenschaftliche Zusammenarbeit zwischen Frankreich und Deutschland. Er gewann mehrere Preise für seine Beiträge im Parallelen Rechnen (SuParCup 1993, 1995, ECCO 1993). Im Jahre 2012 wurde ihm für seine besonderen Verdienste für die Fraunhofer-Gesellschaft die Fraunhofer-Medaille verliehen.

## Publikationen und Graduierungen
Ulrich Trottenberg publizierte mehrere Bücher und insgesamt ca. 150 mathematische und informatische Arbeiten in Fachzeitschriften. Sein bekanntestes Buch ist die Monographie Multigrid (Academic Press, 2001).
Er betreute und begutachtete als Erstgutachter ca. 35 mathematische Doktorarbeiten, mehr als 100 Diplom- und Staatsexamensarbeiten; die Professoren Rudolph A. Lorentz, Cornelis W. Oosterlee, Axel Klawonn habilitierten sich bei ihm.

## Firmengründungen und wesentliche Beteiligungen
- SUPRENUM GmbH
- Pallas GmbH
- Trottenberg GbR
- MultiArt International GmbH
- scapos AG
- InterScience GmbH
- InterScience-Akademie für Algorithmik GmbH